# Dusona pineticola
Dusona pineticola är en stekelart som först beskrevs av Holmgren 1872.  Dusona pineticola ingår i släktet Dusona och familjen brokparasitsteklar. Arten är reproducerande i Sverige. Utöver nominatformen finns också underarten D. p. sibirica.